# Salvaje Grande
Salvaje Grande (en portugués, Selvagem Grande) es una isla del archipiélago de las islas Salvajes, siendo la mayor del grupo y parte integrante de la Región Autónoma de Madeira. Tiene un área de cerca de 2,45 km². La isla pertenece al Grupo Nordeste, que incluye otros tres islotes: Islote Sinho, Palheiro do Mar y Palheiro da Terra.
Sus costas son escarpadas, con algunas grutas. Su punto más elevado es el Pico da Atalaia, con cerca de 163 metros de altura. Desde este pico, en días de buena visibilidad, se puede avistar, al sur, los 3.718 metros del Teide, en la isla de Tenerife, en Canarias.
De las islas Salvajes, Salvaje Grande es la única isla que está habitada todo el año. Cada tres semanas, un barco de la armada portuguesa atraca en la isla con la misión de proveer al equipo de vigilantes del parque natural de Madeira con alimentos. Estos profesionales, además del trabajo de vigilancia, aseguran todo el trabajo científico de rutina, monitorizando diversos parámetros ambientales, en tierra y mar (fauna y flora). En esta isla además de un faro, existen dos cisternas para almacenar agua.
La isla está situada a cerca de 280 kilómetros de la isla de Madeira y a cerca de 165 km de las Canarias.